# ألان مولدر
ألان مولدر (بالإنجليزية: Allan Mulder)‏ هو سياسي أسترالي، ولد في 19 أغسطس 1928 في سيدني في أستراليا، وتوفي بنفس المكان في 7 نوفمبر 2009. حزبياً، نشط في حزب العمال الأسترالي. وقد انتخب عضو مجلس النواب الأسترالي عن دائرة إيفانز ‏ (2 ديسمبر 1972 – 13 ديسمبر 1975).